# Station Jeuk-Rosoux
Het Station Jeuk-Rosoux was een spoorwegstation op spoorlijn 36 van Brussel naar Luik.
Het station lag tussen de Vlaamse plaats Jeuk en het Waalse Roost-Krenwik (Rosoux-Crenwick), vrijwel op de taalgrens, maar geheel op Vlaams gebied. Het station werd in 1838 geopend als goederenstation en in 1848 als reizigersstation.
In de omgeving van het station ontstond, in de 1e helft van de 20e eeuw, het gehucht Jeuk-Station, ook wel Roost-Statie, Roost-Station of Rosoux-Gare genaamd.
In 1984 werd het station gesloten voor personenvervoer.

## Aantal instappende reizigers
De grafiek en tabel geven het gemiddeld aantal instappende reizigers weer op een week-, zater- en zondag.
| Tabel: aantal instappende reizigers station Jeuk-Rosoux | Tabel: aantal instappende reizigers station Jeuk-Rosoux | Tabel: aantal instappende reizigers station Jeuk-Rosoux | Tabel: aantal instappende reizigers station Jeuk-Rosoux |
|                                                         | Weekdag                                                 | Zaterdag                                                | Zondag                                                  |
| ------------------------------------------------------- | ------------------------------------------------------- | ------------------------------------------------------- | ------------------------------------------------------- |
| 1977                                                    | 105                                                     | 13                                                      | 14                                                      |
| 1978                                                    | 104                                                     | 25                                                      | 12                                                      |
| 1979                                                    | 73                                                      | 11                                                      | 10                                                      |
| 1980                                                    | 84                                                      | 20                                                      | 10                                                      |
| 1981                                                    | 59                                                      | 19                                                      | 18                                                      |
| 1982                                                    | 83                                                      | 20                                                      | 9                                                       |
| 1983                                                    | 62                                                      | 11                                                      | 3                                                       |

0,0: Brussel-Noord ·
2,4: Schaarbeek ·
5,5: Haren-Zuid ·
7,0: Diegem ·
9,4: Zaventem ·
12,0: Nossegem ·
14,7: Kortenberg ·
16,1: Zavelstraat ·
17,8: Erps-Kwerps ·
19,2: Beisem ·
21,1: Veltem ·
24:0: Herent ·
28,8: Leuven ·
34,1: Korbeek-Lo ·
36,1: Lovenjoel ·
40,0: Vertrijk ·
42,0: Roosbeek ·
44,3: Kumtich ·
47,4: Tienen ·
53,8: Ezemaal ·
57,0: Neerwinden ·
60,7: Landen ·
64,0: Gingelom ·
69,0: Jeuk-Rosoux ·
71,5: Corswarem ·
74,5: Waremme ·
77,2: Bleret ·
79,8: Remicourt ·
83,2: Momalle ·
85,4: Fexhe-le-Haut-Clocher ·
87,8: Voroux-Goreux ·
89,9: Bierset-Awans ·
93,4: Ans ·
94,7: Montegnée ·
97,0: Liège-Haut-Pré ·
99,9: Luik-Guillemins